# Arrondissement de Thionville-Est (Empire allemand)
Larrondissement de Thionville-Est (Landkreis Diedenhofen-Ost) correspond à l'arrondissement français de Thionville-Est à l'époque de l'empire allemand et sous le Troisième Reich. Il fut créé en 1901 à partir de l'arrondissement de Thionville.

## Contexte
Un arrondissement allemand correspond à un arrondissement français. Ce découpage administratif fut instauré en Moselle en 1871, à la suite de l'annexion de l'Alsace-Lorraine, puis rétabli en 1940, avec l'annexion de la Moselle.

## Organisation territoriale
Pendant la première annexion allemande, le district de Lorraine constituait avec le district de Haute-Alsace et le district de Basse-Alsace, l'Alsace-Lorraine.
Le district lorrain comprenait :
- l'arrondissement de Boulay,
- l'arrondissement de Château-Salins,
- l'arrondissement de Forbach,
- l'arrondissement de Metz-Campagne,
- l'arrondissement de Sarrebourg,
- l'arrondissement de Sarreguemines,
- l'arrondissement de Thionville-Est et
- l'arrondissement de Thionville-Ouest.

En 1918 après l'armistice, puis le traité de Versailles restituant officiellement l'Alsace-Lorraine à la France, l'ancien district de Lorraine annexé par l’Allemagne deviendra le département de la Moselle.
En 1940, le département de la Moselle fut annexé de facto (car non publié officiellement) par l’Empire allemand et administré par le Chef der Zivilverwaltung-Gebiet Lothringen (chef du district civil de Lorraine) ; il fut rattaché au Gau Saarpfalz (pays de la Sarre) dont la capitale était à Neustadt an der Weinstraße (sans le rattacher à l'ancienne province impériale d'Alsace-Lorraine de 1871 qui ne fut pas reconstitué). Puis ce district civil de Lorraine fut amputé de sa partie la plus orientale (pour la rattacher au district de Basse-Alsace, l’actuel département du Bas-Rhin), le pays de la Plaine de Sarre devenant alors le Gau Westmark (pays de la Marche de l'Ouest) dont la capitale revint en Lorraine à Sarrebruck en comprenant alors ce nouveau district civil de Lorraine (l'actuel département de la Moselle) et les districts civils (en Allemagne) de la Sarre et du Palatinat.

## Population de l'arrondissement
| Communes (+1 000 hab.) (nom officiel en allemand) | Communes (nom actuel en français) | Habitants |
| ------------------------------------------------- | --------------------------------- | --------- |
| Diedenhofen                                       | Thionville                        | 14 184    |
| Großhettingen                                     | Hettange-Grande                   | 2 891     |
| Koenigsmachern ou Königsmachern                   | Kœnigsmacker                      | 1 277     |
| Monhofen                                          | Manom                             | 1 402     |
| Niederjeutz                                       | Basse-Yutz                        | 6 554     |
| Sierck                                            | Sierck-les-Bains                  | 1 338     |
| Terwen                                            | Terville                          | 1 120     |
| Wollmeringen                                      | Volmerange-les-Mines              | 1 386     |

## Administrateurs civils (Kreisdirektor)

### Arrondissement de Thionville
- 1871 : Ferdinand von Helldorff[3]
- 1871 : Julius Siegfried
- 1881 : Johann Spiecker
- 1887 : German Killinger
- 1898 : Anton von Villers-Grignoncourt (comte)
- 1899 : Cordemann

### Arrondissement de Thionville-Est
- 1901 : Alexander von der Goltz
- 1907 : Richard Schlössingk
- 1910 : Ullersperger

## Seconde Guerre mondiale
La Moselle étant de nouveau annexée à l’Allemagne en juillet 1940, l'arrondissement de Thionville-Est fut rétabli pendant la Seconde Guerre mondiale. L'arrondissement faisait partie du CdZ-Gebiet Lothringen, nouvelle division territoriale intégrée au Gau Saarpfalz, renommé Westmark en 1942. Libéré par les forces alliées fin 1944, l'arrondissement de Thionville-Est a été rétabli par la France.

## Administrateurs civils (Landrat)
- 1940 : Becker[3]
- 1942 : Schmitt
- 1942 : Julius Weber
- 1942 : Karl Wilhelm
- 1943 : Friedrich Kopp